# Chrysometa flava
Chrysometa flava är en spindelart som först beskrevs av O. Pickard-Cambridge 1894.  Chrysometa flava ingår i släktet Chrysometa och familjen käkspindlar. Inga underarter finns listade i Catalogue of Life.